# Diospyros martini
Diospyros martini är en tvåhjärtbladig växtart som beskrevs av Raymond Benoist. Diospyros martini ingår i släktet Diospyros och familjen Ebenaceae.
Arten är ett träd och återfinns i Franska Guyana.